# Decibel (eenheid)
De decibel, symbool dB, meervoud decibels of ook decibellen, is een verhouding op een logaritmische schaal. Daarbij betekent 0 dB een verhouding 1, dus dat de gemeten waarde gelijk is aan een ijkwaarde of referentiewaarde. 
De decibel wordt gebruikt om de hoeveelheid aan te geven van grootheden die een groot bereik kennen, zoals de geluidsdruk of elektrische spanning. De geluidsdruk in pascal wordt in verhouding tot een internationaal afgesproken referentiedruk omgerekend naar het geluidsniveau in decibel.
De decibel is afgeleid van de bel, genoemd naar Alexander Graham Bell. De bel is echter een weinig gebruikte aanduiding, meestal alleen gebruikt in de definitie. Gebruik van de decibel, 0,1 bel is gebruikelijk. Geadviseerd wordt om geen andere afgeleide eenheden, zoals millibel, te gebruiken. Men schrijft dus bij voorkeur 0,03 dB en niet 3 mB.
Elke verhoging met 10 decibel (1 bel) betekent een vergroting in vermogen of energie met een factor 10 (101). Een verhoging met 20 dB (2 bel)  betekent dus een factor 100 (102), een verhoging met 30 dB (3 bel) een factor 1000 (103) enz. Vooral verhoudingen van vermogens worden uitgedrukt in dB. Het aantal decibel is dus een dimensieloze grootheid met 0,1 als schaalverdeling.

## Definitie
Van twee in dezelfde eenheid gemeten grootheden van het type vermogen of intensiteit, betekent een niveauverschil van 1 bel een verhouding 10 : 1. Voor veldgrootheden, waarvoor in lineaire systemen het vermogen evenredig is met het kwadraat daarvan, betekent een niveauverschil van 1 bel een verhouding in ontwikkeld vermogen van 10 : 1, en daarmee  een verhouding in sterkte van √10 : 1.
Voor vermogens of intensiteiten {\displaystyle I_{0}} en {\displaystyle I_{1}} is 
het niveauverschil {\displaystyle L} in decibel gedefinieerd door:
{\displaystyle L=10\cdot ^{10}\!\log \left({\frac {I_{1}}{I_{0}}}\right)\mathrm {dB} }
Als van de grootheden {\displaystyle I_{0}} en {\displaystyle I_{1}} het niveauverschil {\displaystyle L} in decibel is gegeven, dan wordt hun verhouding bepaald door:
{\displaystyle {\frac {I_{1}}{I_{0}}}=10^{L/10}}
Voor veldgrootheden {\displaystyle A_{0}} en {\displaystyle A_{1}}, zoals elektrische spanning, elektrische stroomsterkte en geluidsdruk, is het niveauverschil {\displaystyle L} in decibel gedefinieerd door:
{\displaystyle L=10\cdot ^{10}\log \left({\frac {A_{1}^{2}}{A_{0}^{2}}}\right)\mathrm {dB} =20\cdot ^{10}\!\log \left({\frac {A_{1}}{A_{0}}}\right)\mathrm {dB} ,}
en wordt hun verhouding dus bepaald door:
{\displaystyle {\frac {A_{1}}{A_{0}}}=10^{L/20}}
Dat voor veldgrootheden het niveauverschil in decibels wordt uitgedrukt als de logaritmische verhouding van de kwadraten van de amplitudes, vindt z'n oorsprong in het feit dat in lineaire systemen, als de overige omstandigheden gelijk zijn, het vermogen evenredig is met het kwadraat van de amplitude. Om het  niveauverschil {\displaystyle L} in vermogen te laten overeenkomen met het niveauverschil in amplitude, bepaalt men het niveau als de logaritmische verhouding van hun kwadraten.
Door het logaritmische karakter worden vermenigvuldigingen omgezet in optellingen, zodat een intensiteitstoename met een factor 2 vertaald wordt als toename met 10 ·10log(2) = 3,01 dB. 
Omdat mensen graag in eenheden denken zegt men gewoonlijk dat het vermogen {\displaystyle P_{1}} gelijk is aan bijvoorbeeld ca. 3 dB. Daarmee gaat men er dan stilzwijgend van uit dat de referentiewaarde {\displaystyle P_{0}} als nulniveau bekend is. In het voorbeeld is dan {\displaystyle P_{1}=2\,P_{0}}.

## Voorbeeld
Spanningen die een factor 100 verschillen, ontwikkelen in eenzelfde weerstand vermogens die een factor 1002 verschillen. De vermogensversterking is daarbij 10.000, in decibel uitgedrukt: 10·log(10000) = 40 dB. Hoewel de verhouding tussen de spanningen een factor 100 bedraagt, wordt het niveauverschil in decibel berekend als 20·log(100) = 40 dB, om overeen te stemmen met het niveauverschil voor de ontwikkelde vermogens.

## Geschiedenis
De decibel werd oorspronkelijk in de telefonie gebruikt om de signaalverzwakking, dus het vermogensverlies, in kabels aan te duiden. Omdat een tweemaal zo lange kabel een twee keer zo groot verlies geeft, was een logaritmische schaal handig. Immers je kon dan van een bepaald type kabel zeggen dat het verlies bijvoorbeeld 4 dB per km is, wat inhoudt dat na elke kilometer het signaal een factor 100,4 = 2,5 zwakker is geworden. Het verlies in een bepaalde lengte van de kabel is dan eenvoudig deze kabellengte in kilometers vermenigvuldigd met het verlies in dB per km. De verliezen in dB van delen van een kabel kunnen gewoon opgeteld worden om het totale verlies van de kabel te bepalen. De verliezen zijn deels afhankelijk van de kwaliteit van de gebruikte kabel, deels van de gemeten frequentie. Hoe hoger de frequentie, hoe hoger het verlies voor dezelfde afstand en dezelfde kabel.

## Geluid

Decibel versus geluidsdruk - met typische voorbeelden

De decibel wordt ook in de akoestiek meestal gebruikt om het geluidsniveau weer te geven. De reden hiervan is dat de geluidsdruk in meer ordes van grootte kan variëren. Bovendien geldt dat het menselijk oor ook min of meer volgens een logaritmische schaal werkt.

## Elektrische spanning
Behalve voor vermogensverhoudingen wordt de decibel ook gebruikt voor spanningsverhoudingen. Omdat het vermogen P dat door een spanning U in een weerstand R ontwikkeld wordt, gelijk is aan:
{\displaystyle P={\frac {U^{2}}{R}}},
is de vermogensverhouding het kwadraat van de spanningsverhouding. Een spanningsverhouding UUref betekent een vermogensverhouding van:
{\displaystyle 20\cdot \log \left({\frac {U}{U_{\mathrm {ref} }}}\right){\rm {dB}}}
Het maakt echter niet uit of we met spanningen of vermogens werken, als de waarde steeds betrekking heeft op dezelfde weerstandswaarde. Een spanningsdaling tot 1/10, ofwel een factor honderd daling in vermogen, betekent altijd 20 dB daling,
Een veelgebruikte aanduiding is een afname van 6 dB/octaaf in frequentiekarakteristieken. Men bedoelt daarmee dat bijvoorbeeld bij een eenvoudig filter de spanning een factor 2 afneemt bij een toename van de frequentie met een factor twee. Dit is echter een afgeronde waarde. De werkelijke waarde, berekend volgens bovenstaande formules, is 6,02... dB voor een factor twee in spanning, dus een factor vier in vermogen.

## Referentie
Achter dB kan men ook een aanduiding geven ten opzichte van welke waarde wordt gemeten. Zo staat bij een dBm de "m" voor een referentiewaarde 1 mW, veel gebruikt in audio-, telefoon- en radiotechniek, de dBV is ten opzichte van 1 V en de dBμV, beide in radiotechniek veel gebruikt, heeft 1 microvolt als referentie. In alle gevallen betreft het aantal dB een vermogensverhouding.
Voor het weergeven van het geluidniveau wordt in veel gevallen een zogenaamde A-weging toegepast, een frequentie-afhankelijke weging. Hieruit resulteert de dB(A). Deze wegingskromme komt het meest overeen met de geluidsbeleving van een mens. Andere wegingskrommen zijn de B- en C-krommen.

### Elektrotechniek
In de elektrotechniek wordt ook veel gebruikgemaakt van de dB. Vooral in gevallen waar zwakke signalen vele malen worden versterkt en gefilterd, is het handiger om in dB te werken. Een reden daarvoor is dat de verschillende versterkings- en verzwakkingsfactoren opgegeven in dB eenvoudig kunnen worden opgeteld.
Bij radio en televisie wordt veel gebruikgemaakt van dBμV, dus met 1 microvolt als referentie. Een analoge televisieontvanger heeft ongeveer 65 dBμV, dat komt overeen met 1,78 mV, nodig om een redelijk goed beeld te geven, een digitale televisie-ontvanger heeft aan 40 dBµV genoeg, dus: 10(40/20) µV = 100 µV. Ook de stoorspanningen die apparaten mogen opwekken, worden in deze eenheden gemeten. Die liggen in de orde van 48 dBµV tussen 1 en 30 MHz gemeten met een bandbreedte van 9 kHz.
Bij antennes wordt de versterking ook in dB opgegeven. De dBd wordt vaak gebruikt, dat is de versterking ten opzichte van een halve golflengte dipool. Daarnaast is de dBi in gebruik, dat is de antenneversterking ten opzichte van een isotrope antenne. Het gaat in beide gevallen om toename van veldsterkte bij gelijk aangeboden vermogen, in beide gevallen gemeten in de richting waarin de elektromagnetische straling maximaal is. Deze toename is vanwege het reciprociteitsbeginsel gelijk aan de toename van afgegeven elektrisch vermogen van de antenne aan een ontvanger, wanneer deze elektromagnetische straling omzet in een elektrisch signaal.
De effective radiated power ERP komt overeen met het zendvermogen dat aan een halve-golflengte dipool moet worden toegevoerd voor dezelfde veldsterkte op een gegeven afstand en richting van de zender. De ERP kan zowel in watt, maar dan niet op een logaritmische schaal, als in decibel worden uitgedrukt.
Elektrische en magnetische veldsterkte worden op dezelfde manier weergegeven, dus in dBµV/m en dBµA/m.

## Andere logaritmische schalen
Andere voorbeelden van logaritmische schalen zijn de neper, de schaal van Richter voor aardbevingen, de pH van vloeistoffen en de DIN voor filmgevoeligheid,.
bioakoestiek · geluid · decibel · dB(A) · geluidsdruk · geluidsintensiteit · geluidssnelheid · geluidsgolf · ultrageluid · laagfrequent geluid · infrageluid · puntbron · lijnbron · gehoordrempel · gehoorschade · geluidshinder · elektroakoestiek